# 音坊山
音坊山（おとんぼやま）は、徳島県の阿南市と那賀郡那賀町にまたがる標高333.2メートルの山である。
麓に平等寺を擁する。また、山頂には山上神社がある。
大根峠から尾根伝いに登山道を800メートルほど南西に進むと山頂に至る。山頂からは東側に眺望が開けており、空気の澄んだ日には紀伊水道を挟んだ和歌山県まで見渡すことができる。

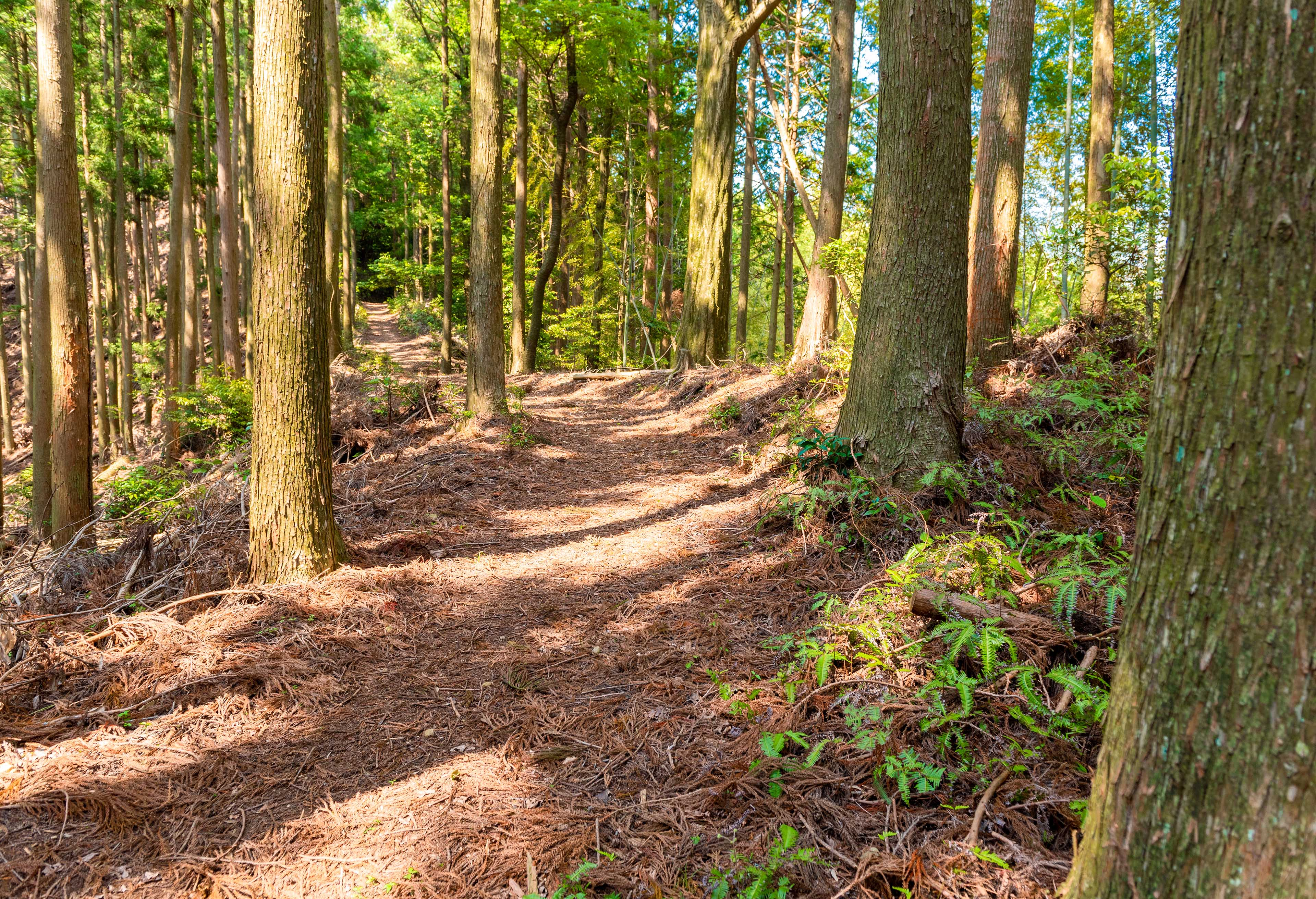
大根峠からの登山道
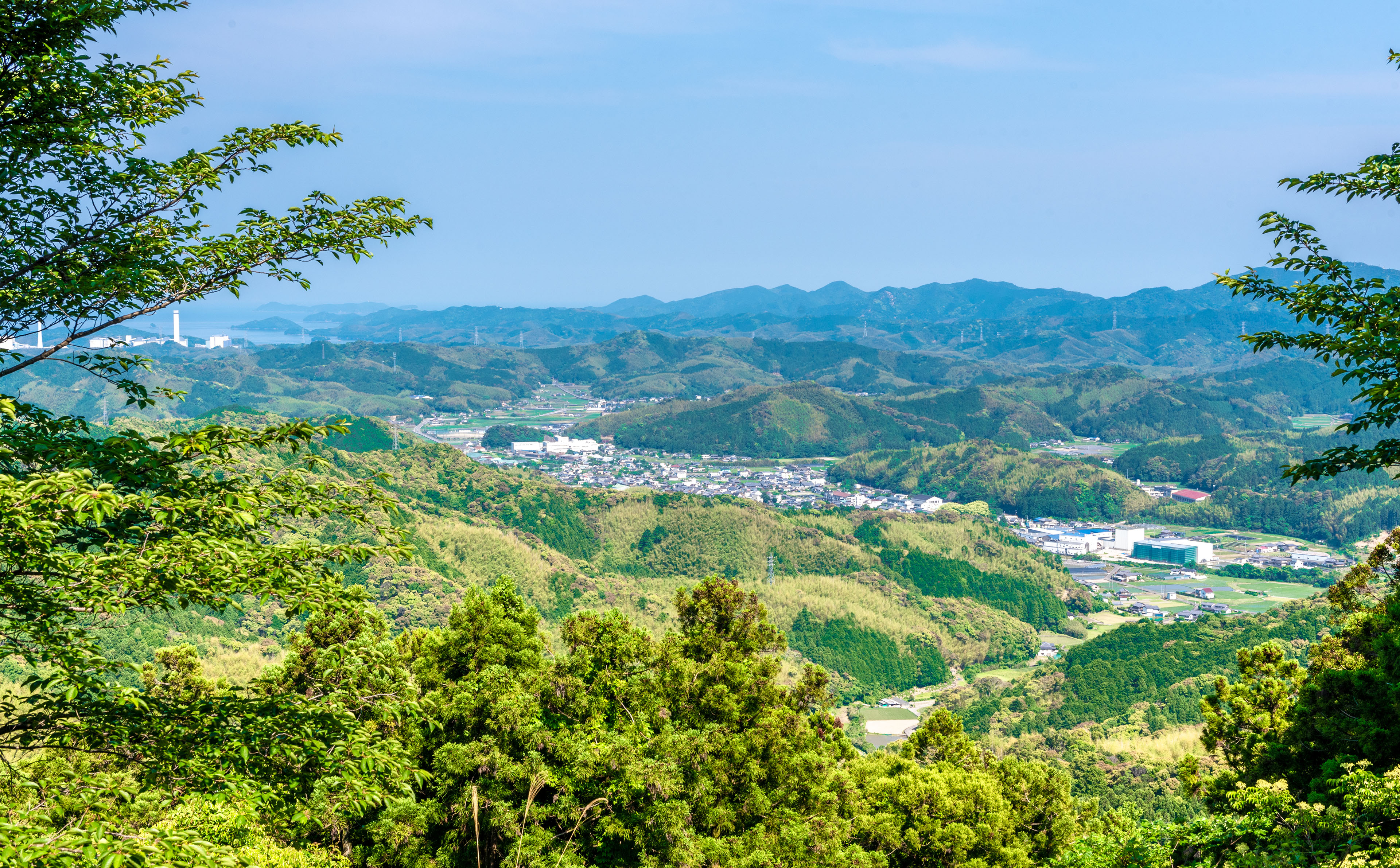
山頂からの新野町の眺望。左奥は橘湾。
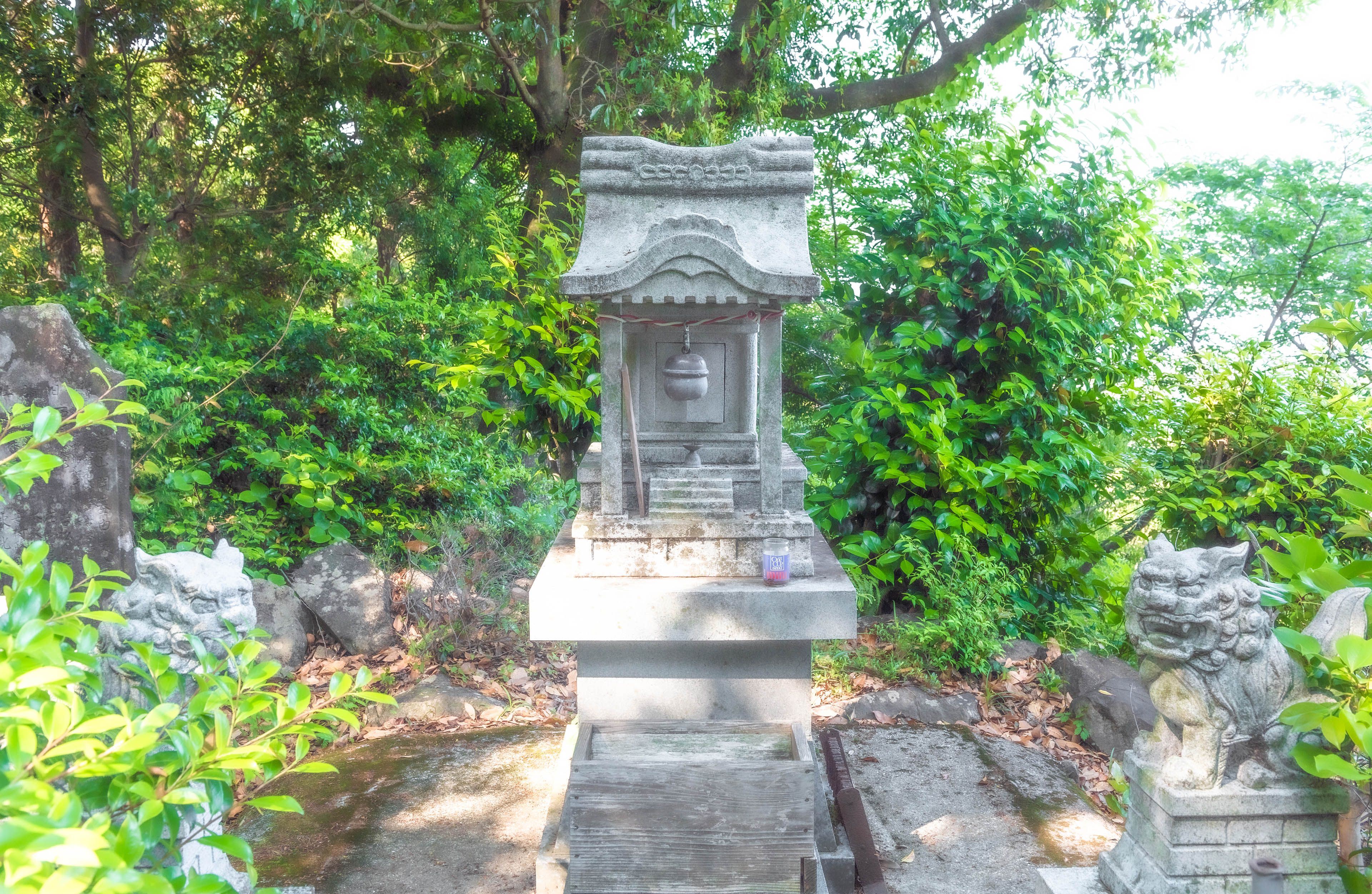
山上神社